# Mátyáshegy
Mátyáshegy ([ˈmaːcaːʃhɛɟ]) est un ancien quartier de Budapest. Il a été intégré en 2012 dans le quartier d'Óbuda hegyvidéke (3e arrondissement).